# حسن علي أباد
حسن علي أباد (بالفارسية: حسن علی‌آباد) هي قرية تقع في قسم سنغ بست الريفي في إيران. يقدر عدد سكانها بـ 20 نسمة .